# Metropolia di Syktyvkar

Localizzazione della Repubblica dei Komi.

La metropolia di Syktyvkar (in russo: Сыктывкарская митрополия) è una delle province ecclesiastiche che costituiscono la Chiesa ortodossa russa.
Istituita dal Santo Sinodo il 24 luglio 2025, comprende l'intera Repubblica dei Komi nel circondario federale nordoccidentale.
È costituita da due eparchie:
- Eparchia di Syktyvkar
- Eparchia di Vorkuta

Sede della metropolia è la città di Syktyvkar.